# Селићи
Селићи је насељено место у Босни и Херцеговини у општини Травник. Административно припада Федерацији Босне и Херцеговине, односно њеном Средњобосанском кантону. Према попису становништва из 2013. у насељу је било 307 становника, а већинску популацију чинили су Бошњаци.

## Становништво
По последњем службеном попису становништва из 2013. године у овом насељу живело је 307 становника, а село је било етнички хомогено са већинском бошњачком популацијом.
| Националност | 2013. | 1991.        | 1981.        | 1971.        |
| Бошњаци      | —     | 405 (90,40%) | 414 (89,80%) | 325 (85,98%) |
| Срби         | —     | 42 (9,37%)   | 1 (0,22%)    | 51 (13,49%)  |
| Југословени  | —     | 0            | 1 (0,22%)    | 0            |
| Албанци      | —     | 0            | 1 (0,22%)    | 0            |
| остали       | —     | 1 (0,22%)    | 44 (9,54%)   | 2 (0,53%)    |
| Укупно       | 307   | 448          | 461          | 378          |